# 殷非凡
殷非凡，臺灣女性補教名師。臺北市立中山女子高級中學、國立臺灣大學外文系畢業，曾任育達商職、基隆女中教師，後與夫婿黃健華（原誠研科技董事長，2021年12月10日病逝，大部份股權移轉殷非凡與女兒黃茯）共同經營「殷非凡文理補習班」，以「殷非凡英文家教班」為品牌專攻升大學的英文補教業務，補習班學生逾萬人，在1990年代末期堪稱台北市最大的升大學英語補習班，一年營業額超過兩億元新台幣，淨利超過一億元新台幣。
殷非凡補習班原先位在台北市忠孝東路一段華山市場一帶的商辦大樓十樓；在1995年左右遷移至在台北市紹興北街與北平東路口的華山商業大樓，據有一至五層之龐大空間。該建築之八至十一樓為民主進步黨中央黨部所在地。
殷非凡也主編了多套的高中英文參考書，而這些參考書是臺灣的高中最普遍採用的遠東圖書公司版《高中英文》教科書相應的參考書。
2004年，殷非凡宣佈退休，並將殷非凡文理補習班經營權移交給台北市數學補教名師沈赫哲。2004年7月1日，殷非凡文理補習班註銷登記。殷非凡現定居於澳洲。

## 著作
- 《新解析遠東高中英文第1冊》（分A、B、C三冊）
- 《新解析遠東高中英文第2冊》（分A、B、C三冊）
- 《新解析遠東高中英文第3冊》（分A、B、C三冊），遠東圖書公司2000年7月初版1刷，ISBN 957-612-464-6
- 《新解析遠東高中英文第4冊》（分A、B、C三冊）
- 《新解析遠東高中英文第5冊》（分A、B、C三冊），遠東圖書公司2001年8月初版1刷，ISBN 957-612-495-6
- 《新解析遠東高中英文第6冊》（分A、B、C三冊），遠東圖書公司2002年初版，ISBN 957-612-506-5
- 《遠東新高中英文參考書第6冊》（分A、B、C三冊），遠東圖書公司
- 《遠東英文克漏字測驗》（Ｉ），遠東圖書公司，ISBN 957-612-458-1
- 《遠東英文克漏字測驗》（Ⅱ），遠東圖書公司，ISBN 957-612-480-8
- 《遠東英文閱讀測驗》，遠東圖書公司，ISBN 957-612-477-8
- 《遠東英文句型解析》，遠東圖書公司，ISBN 957-612-478-6
- 《遠東最新美式慣用語》，遠東圖書公司，ISBN 957-612-486-7

## 外部連結
- 殷非凡的部落格（主站，設於Yahoo!奇摩）
- 殷非凡的部落格（分站，設於NOWnews）